# مارجوري وليامز
مارجوري وليامز (بالإنجليزية: Marjorie Williams)‏ هي صحفية أمريكية، ولدت في 13 يناير 1958 في برينستون في الولايات المتحدة، وتوفيت في 16 يناير 2005 في واشنطن العاصمة في الولايات المتحدة بسبب سرطان الكبد.